# Gymnasium Nordenham
Das Gymnasium Nordenham, Bahnhofstraße 52, im niedersächsischen Nordenham im Landkreis Wesermarsch stammt vom Anfang des 20. Jahrhunderts.
Das unter Denkmalschutz stehende Gebäude wird seit seiner Erbauung als Schule genutzt. Siehe auch Liste der Baudenkmale in Nordenham

## Gebäude
Das zweigeschossige, verputzte, zum Hof traufständige Gebäude mit Satteldach, mit dem mittleren Eingang als Giebelrisalit mit Krüppelwalmdach, dem rechten dreigeschossigen giebelständigen Bauteil mit Anbau und zweieinhalbgeschossigem Giebelrisalit mit Drempel und mit dem südlichen zweigeschossigen kleinen Flügel mit dem dreigeschossigen Giebelrisalit zur Straße sowie mit überwiegend eckigen gerahmten Fenstern und dem geschossteilenden Gesimsband wurde 1905 als Oberschule für Jungen und Mädchen gebaut.
Das Landesdenkmalamt zur Bedeutung: geschichtlich, städtebaulich.
Auf dem Areal befinden sich auch die Sternwarte und das Planetarium Nordenham.

## Gymnasium heute
Im Gymnasium wird vom Jahrgang 5 bis zum Abitur nach Jahrgang 13 unterrichtet.
Die Schule hatte 2022/23 rund 800 Schülerinnen und Schüler mit einer durchschnittlichen Klassenstärke von um 24 Schülern. 68 Lehrkräfte, 9 Referendare und 6 weitere Mitarbeiter sind/waren (2023) an der Schule.
Seit 2020/21 ist das Gymnasium eine offene Ganztagsschule für die Jahrgänge 5 und 6.
Latein, Französisch und Spanisch als zweite Fremdsprache wird ab Jahrgang 6 angeboten. Für die Klassen 12 und 13 gibt es tutorenbegleitete Qualifikationsphasen mit den Profilen musisch-sprachlich, gesellschaftswissenschaftlich und mathematisch-naturwissenschaftlich. Viele Arbeitsgemeinschaften und Gruppen ergänzen den Unterricht.
Der Sport findet statt in der schuleigenen Turn- und Gymnastikhalle auf dem Schulgelände, in der Sporthalle Mitte (eine dreiteilige Halle mit Tribüne), der Sporthalle Süd (zweiteilige Halle), im Störtebeker-Bad sowie bei der Schule auf dem Bolzplatz, den Tischtennistischen, dem Kleinfeld, den Streetball-Körben und der Kletterpyramide und auf den Außenanlagen des Stadions am Plaatweg.
Der 1990 gegründete Förderverein mit etwa 700 (teils ehemaligen) Mitgliedern unterstützt die Schule.